# Volby do Zastupitelstva hlavního města Prahy 2026
Volby do zastupitelstva hlavního města Prahy v roce 2026 proběhnou v rámci obecních voleb první týden v říjnu roku 2026. Praha bude mít pouze jeden volební obvod, zvoleno bude celkem 65 zastupitelů. Jedná se o první volby od novely ústavy, která stanoví pevné datum konání voleb na první týden v říjnu.